# Eliberarea
Eliberarea (în engleză: Deliverance) este un film thriller american din 1972 produs și regizat de John Boorman. Din distribuție fac parte Jon Voight, Burt Reynolds, Ronny Cox și Ned Beatty aflat la filmul său de debut. Creația este bazată pe romanul cu același nume apărut în 1970 și scris de James Dickey care a și avut un rol episodic în film — acela al unui șerif. Scenariul a fost scris de Dickey.
În 2008, Eliberarea a fost selectat în Registrul de Film al Statelor Unite de către Biblioteca Congresului Statelor Unite ale Americii ca fiind „semnificativ din punct de vedere cultural, istoric sau estetic”.
Pelicula, o adaptare după romanul lui James Dicky, este o producție plină de aventuri și dramatism, o poveste despre supraviețuire în condiții inimaginabile. Lewis (Burt Reynolds), Ed (Jon Voight), Bobby (Ned Beatty) și Drew (Ronny Cox) decid să își lase necazurile la birou, dar și copiii și soțiile acasă și pleacă pentru câteva zile în sălbăticie. Acesta este un sfârșit de săptămână în care cei patru nu vor juca golf, așa cum se întâmpla de obicei. Cu toate că fuseseră avertizați că este periculos, cei patru nu se lasă convinși și merg mai departe traversând râul într-o canoe. Deși se dorea a fi un weekend al marilor aventuri, la scurtă vreme, călătoria ajunge să fie cel mai mare coșmar pe care l-au avut vreodată.
Filmul a obținut trei nominalizări la premiul Oscar, patru nominalizări la premiile BAFTA și încă cinci la ceremonia decernării premiilor Globurile de Aur.

## Distribuție
- Jon Voight în rolul lui Ed Gentry
- Burt Reynolds în rolul lui Lewis Medlock
- Ned Beatty în rolul lui Bobby "Chubby" Trippe
- Ronny Cox în rolul lui Drew Ballinger
- Ed Ramey – bărbatul vârstnic
- Billy Redden în rolul lui Lonnie
- Bill McKinney în rolul lui Mountain Man
- Herbert 'Cowboy' Coward în rolul lui Toothless Man
- James Dickey în rolul lui Sheriff Bullard
- Macon McCalman în rolul lui Arthur Queen